# Pleisztocén
A pleisztocén földtörténeti kor, a pliocént követő, a holocén („jelenkor”) előtti kora. Mintegy két és fél millió évvel ezelőtt kezdődött, és nagyjából 11700 évvel ezelőtt ért véget. 2009-ig 1,806 millió évvel ezelőttre tették a kezdetét, ekkor sorolták hozzá az ún. gelasi korszakot, az első eljegesedést, mely a kor kezdete lett. A kor végének az utolsó eljegesedés befejeződését, illetve antropológiai szempontból az őskőkorszak végét tekintik. A kor neve két görög szó összetételéből, a pleisztosz (πλεῖστος) és a kainosz (καινός) szavakból keletkezett, jelentése kb. "legújabb új".
A kor kezdetén már létrejött a panamai földszoros, aminek köszönhetően Észak- és Dél-Amerika állatvilága közt vándorlás zajlott, de ez együtt járt az óceáni áramlatok megváltozásával is, ami megágyazott az eljegesedésnek. A korai pleisztocénben (2,8-0,8 millió évvel ezelőtt) jelentek meg Afrikában a Homo nemzetség első tagjai, akik elhagyván a kontinenst szétterjedtek Eurázsiában is. A korai pleisztocén és a középső pleisztocén közt változás következett be a gleccserképződés ciklikusságában, ez 41 ezer év helyett már mintegy 100 ezer évre változott. A körülbelül 129 ezer évvel ezelőtt kezdődött késő pleisztocénben már megjelent a modern ember, a többi emberfaj pedig szép lassan kihalt. Ekkor érték el Ausztráliát és Amerikát is, amely egybeesett a nagytestű állatok többségének kihalásával.
A pleisztocénben folytatódott a száraz, hűvös klíma, mely változékony volt attól függően, hogy a gleccserképződés melyik fázisában tartott. Annak csúcsán ugyanis a világtengerek szintje akár 120 métert is csökkenhetett, ami együtt járt többek között az Ázsia és Amerika közti földhíd létrejöttével, valamint Észak-Amerika hatalmas területeinek jég alá kerülésével.

## Tagolása
A kort az alábbi négy korszakra tagolják (a korábbitól a későbbi felé haladva):
- Gelasi korszak: 2,58 – 1,80 Ma
- Calabriai korszak: 1,80 – 0,774 Ma
- Chibani korszak: 0,774 – 0,129 Ma (nevezték még középső pleisztocénnek is)
- késő pleisztocén korszak: 0,129 – 0,0117 Ma

2009-től kezdve sorolják a pleisztocénhez a gelasi korszakot, mely azelőtt a pliocén része volt. A pleisztocén végéhez sorolják a Dryas-hidegperiódust (Kr. e. 10900-9700 évvel), ennek vége a holocén kezdete. Noha a holocént önálló korként kezeljük, ténylegesen nem különbözik jelentősen a pleisztocén interglaciálisaitól.
A kárpát-medencei faunakorszakok alapján Magyarországon a pleisztocént három fő részre osztjuk (alsó, középső és felső). Az alsó pleisztocén meleg, majd mérsékelt, fokozatosan száradó nedves éghajlattal jellemezhető. A középső pleisztocén váltakozó csapadékmennyiségű, folytonosan csökkenő hőmérsékletet mutat. A felső pleisztocén hideg és száraz. Ezek alapján az alábbi korszakolást is használják:
- villányium (felső pliocén–alsó pleisztocén, 3,2–2,0 millió éve)
  - alsó villányium (pliocén, beremendium, 3,2–2,6 millió éve)
  - felső villányium (kislángium, 2,6–2,0 millió éve)
- biharium (2,0–0,32 millió éve)
  - alsó biharium (1,7–0,72 millió éve)
  - felső biharium (0,72–0,32 millió éve)
- pilisium (0,32–0,01 millió éve)
  - alsó pilisium (solymárium, 0,32–0,12 millió éve)
  - felső pilisium (szántóium, 0,12–0,01 millió éve)

Gyakran nevezik a pleisztocén egészét, téves terminológiával, jégkorszaknak.

## Ősföldrajz és éghajlat
A pleisztocénben a kontinensek gyakorlatilag már a mai helyükön voltak, legfeljebb 100 km eltéréssel jelenlegi helyzetükhöz képest. A gleccserképződések idején a vízszint jelentősen, akár 100 métert is csökkenhetett, ennek folyományaként hatalmas területek kerültek szárazföldre. Egybefüggő szárazulat volt ekkor többek között az Ausztráliát, Tasmaniát és Pápua Új-Guineát magában foglaló Szahul, India és Ceylon, a teljes délkelet-ázsiai szigetvilág (Szunda), Európa és a Brit-szigetek, valamint az Ázsiát és Amerikát összekötő Beringia. Az éghajlat nagyjából egy permanens El Niño-nak volt megfelelő.
Az egész pleisztocén legfőbb jellegzetessége a ciklikus gleccserképződés volt, amely a kontinenseken akár a 40. szélességi körökig is lehúzódhatott. Maximális kiterjedésekor a Föld szárazföldjeinek akár 30 százaléka is jég alá kerülhetett. A permafroszt több száz kilométert nyomult előre. Ezeken az éves átlaghőmérséklet fagypont körül alakulhatott. A gleccserek hatalmas, több kilométer vastag jégrétegeket hoztak létre, amelyek csökkentették a világtengerek szintjét. Az interglaciálisok idején ez a kiolvadt víz elárasztotta a partvidékeket.
A gleccserképződés jelensége globális volt. Az Antarktisz ebben az időben már rég teljesen jég alatt volt, az Andok Patagónián keresztül úgyszintén. Új-Zélandon és Tasmaniában is megjelentek a gleccserek, de Afrika magashegységeiben is intenzíven jelen voltak. Az északi félgömböt hatalmas, egybefüggő jégpáncélok borították, melyektől délre óriási tavak alakultak ki, főként Észak-Amerikában. Ennek az volt az oka, hogy a jég elállta a víz lefolyásának útját, a hűvös levegő pedig kevésbé párologtatta el azokat. A hatalmas Agassiz-tó és a ma sós sivatagként létező Bonneville-tó voltak a legnagyobbak. Európában a jég visszahúzódásakor kismillió tó alakult ki. A folyók nagyobbak, bővízűek voltak, a rengeteg hordalék miatt elfajult mederben haladtak. Afrikában a csekélyebb párolgás miatt nagyobbak voltak a tavak, a sivatagok viszont szintén hatalmasabbak és szárazabbak lettek. A csökkenő párolgás miatt a csapadék is kevesebb volt.
Összesen 11 különböző nagy gleccserképződést különböztetünk meg, ezekhez pedig további kisebbek kapcsolódnak. Ezeket glaciálisoknak nevezzük, az ezek közti időszakokat pedig interglaciálisoknak. A glaciálisok során is változékony volt a gleccserek kiterjedése, ezen változásokat is külön névvel szokás illetni. Mivel ezek fekvés és klíma szerint is különbözhetnek, ezért elnevezéseik is a legváltozatosabbak.
A pleisztocén éghajlatváltozásait a Milanković-elmélettel is összefüggésbe hozzák, ami nagyon leegyszerűsítve azt jelenti, hogy a Föld mozgásának ismétlődő változásai miatt az őt érő napsugárzás mértéke is ciklikusan változik. Kétségtelen, hogy vannak a ciklikusság és a gleccserképződés között átfedések, azonban ez önmagában kevés ahhoz, hogy az eljegesedés ciklusait megmagyarázza.

## Élővilág

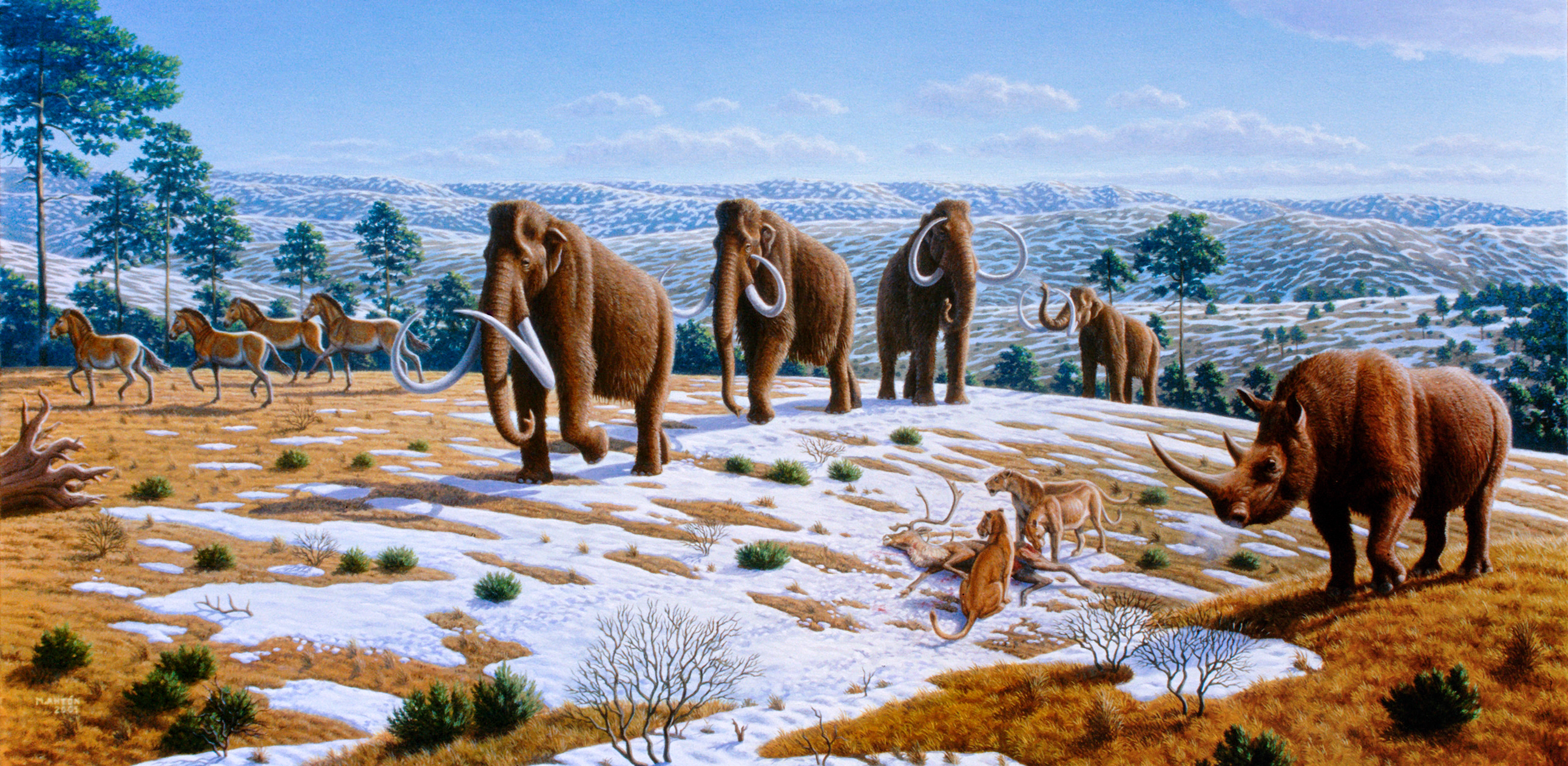
A mai Spanyolország a pleisztocénben, gyapjas mamutokkal, barlangi oroszlánokkal, tarpánokkal és gyapjas orrszarvúval

A pleisztocén állat- és növényvilágában nem volt ugrásszerű változás: azok sokban hasonlítottak a jelenlegihez. Ez a korszak fénykora volt az ormányosoknak, a macska-, teve-, és lóféléknek valamint a madaraknak. Az akkori fajok közül sok ma is jelen van, kivéve néhány nagy testű emlős-, madár- és hüllőfajt (például gyapjas mamut, óriásszarvas, barlangi medve, barlangi oroszlán, erszényesoroszlán, kardfogú macskák, óriás tapírok, az elefántmadár-félék, moák és a megalánia). Ők alkották a pleisztocén megafaunát, amely kihalásának okai vitatottak.
A folyamatos éghajlatváltozások nagy kihívás elé állították a fajokat. Amikor előretört a jég, hatalmas területek váltak lakatlanná, az ott élő állatoknak pedig dél felé kellett vonulniuk. Ez együtt járt az életterek beszűkülésével és a csökkenő táplálékmennyiséggel. Egyes ma is élő állatfajoknál megfigyelhető, hogy a pleisztocén kori őseik más testfelépítéssel rendelkeztek, például a kanadai vadjuhok karcsúbbak és hosszabb lábúak voltak, feltehetően azért, mert az akkor élő ragadozókkal szemben az erő helyett a gyorsaságnak volt jelentősége.
2018-ban orosz tudósok a Princeton Egyetemmel együttműködve sikeresen keltettek életre két fonalférget, amelyek 42 ezer éve voltak a permafrosztba fagyva. Ezzel ők lettek a Földön élő legidősebb állatok.
A pleisztocénben a legjelentősebb változások az emberi evolúcióban történtek, amelyek a mai modern ember kialakulásához vezettek. A korszak elején megjelent a homo erectus („felegyenesedett ember”), amely már nagyobb aggyal rendelkezett, használta a tüzet és alaposabban kidolgozott szerszámokat készített, mint elődje, a homo habilis („ügyes ember”). Ezek eredményeképp elterjedt Afrikán kívül Dél-Ázsiában és Európában.
Szintén a pleisztocénben élt a neandervölgyi ember, amely mintegy 200 000 éve jelent meg és 28 000 éve halt ki. A neandervölgyi ember után nem sokkal, kb. 100-150 000 évvel ezelőtt alakult ki a mai modern ember (homo sapiens), de nem a neandervölgyi ember, hanem a homo erectus afrikai változatának leszármazottjaként. A homo sapiens a pleisztocén során teljesen kifejlődött és az időszak végére pedig (az Antarktisz kivételével) minden kontinensre eljutott.